# Blumenuhr

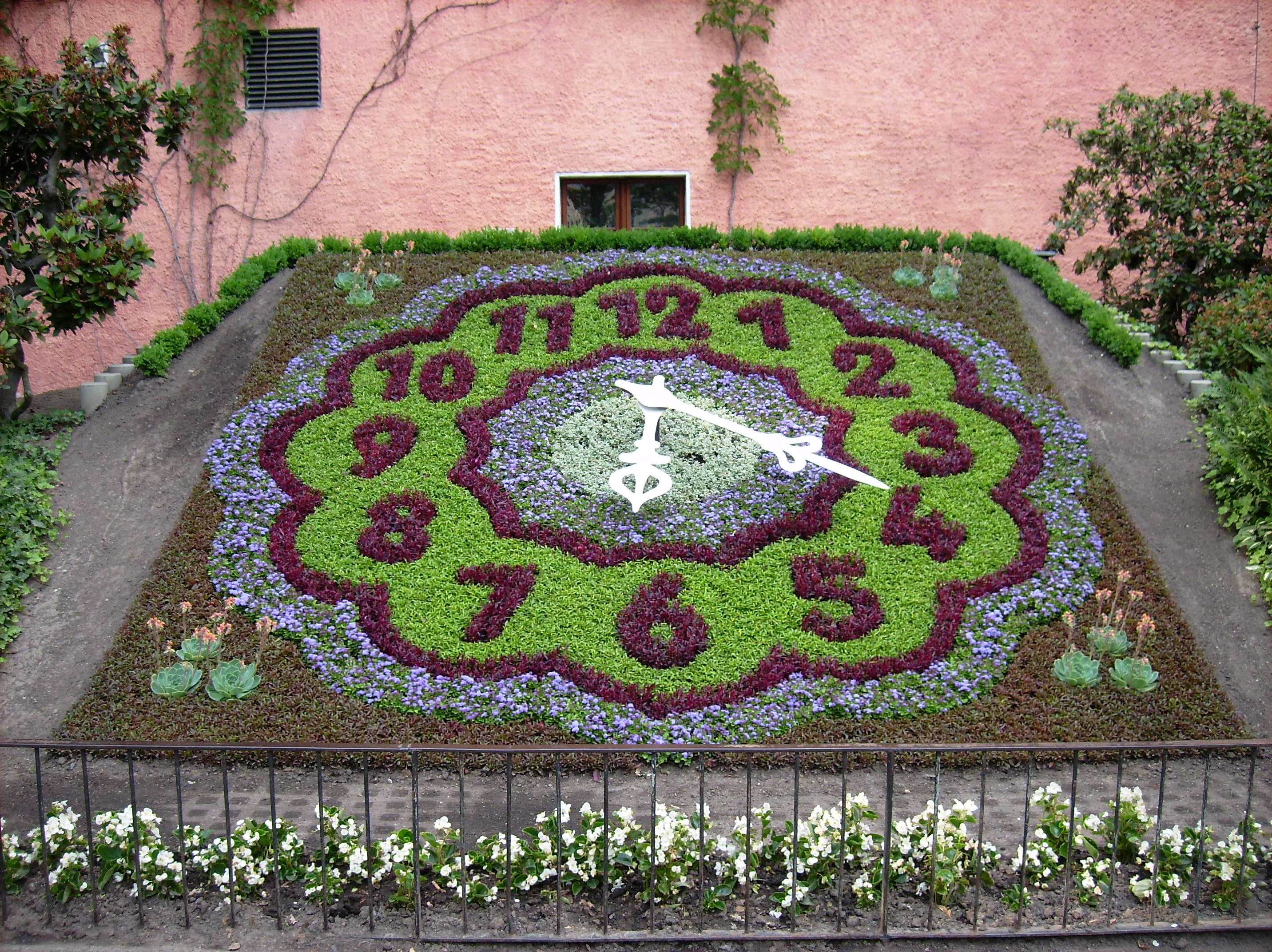
Blumenuhr mit Uhrwerk an der Zittauer Fleischerbastei

Unter dem Begriff Blumenuhr versteht man
- die Zeitbestimmung anhand der Öffnungszeit von Blüten unterschiedlicher Pflanzenarten, wie es in der Chronobiologie untersucht wird. Es handelt sich bei der Blumenuhr um eine praktische Anwendung von Naturbeobachtungen, die heute unter dem Begriff Phänologie zusammengefasst werden.[1] Ein Beispiel für eine solche phänologische Blumenuhr befindet sich auf der Blumeninsel Mainau.[2]
- im Gartenbau eine dekorative Uhr, die in ein Blumenbeet eingesetzt ist und deren Zifferblatt teilweise oder gänzlich aus Blüten-Pflanzen besteht. Die Zeiger der Uhr werden durch ein Uhrwerk angetrieben.[3] Beispielhaft sind die Bernburger Blumenuhr, die Zittauer Blumenuhr sowie die Blumenuhr in Biel/Bienne, Schweiz.

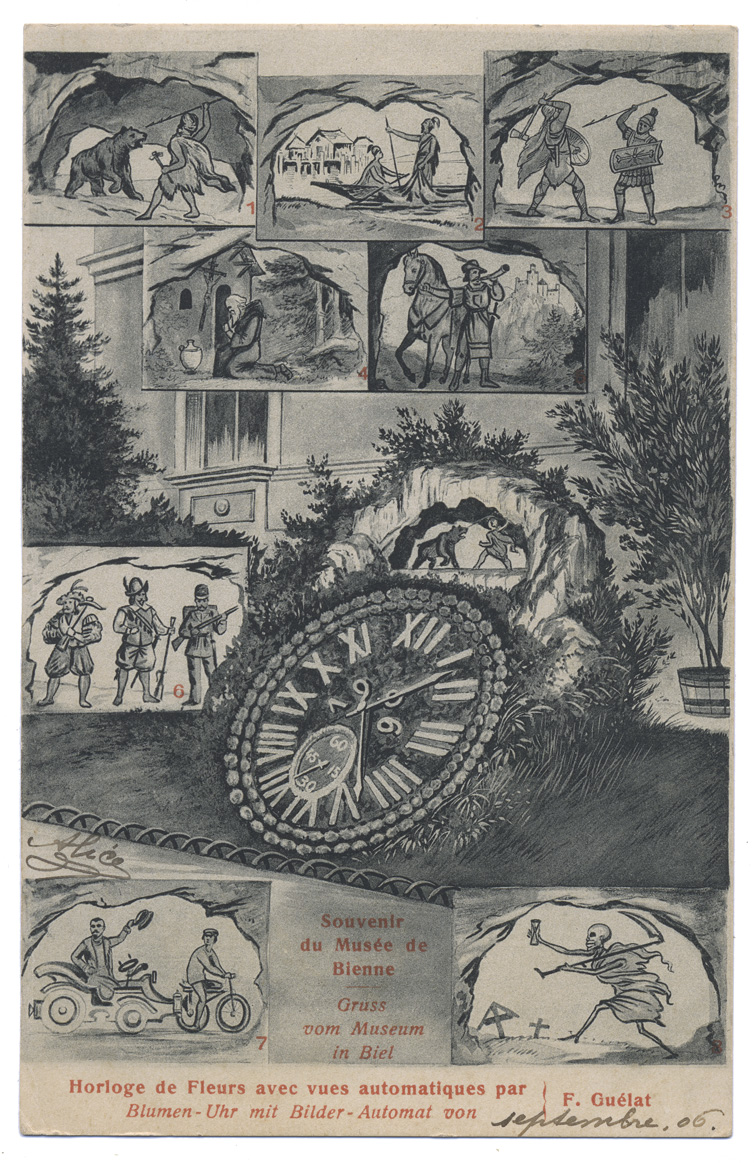
Blumenuhr vor dem Museum in Biel/Bienne, F. Guélat 1906

## Chronobiologisches Grundprinzip
Verdeutlicht wird durch die Blumenuhr die Koevolution zwischen den Blütenpflanzen und ihren tierischen Bestäubern. Durch die unterschiedlichen Blühzeiten wird gesichert, dass 24 Stunden Nektar und Pollen für die Bestäuber bereitstehen. Wären alle Blüten zur gleichen Zeit geöffnet, müssten auch alle Bestäuber zur gleichen Zeit auf Futtersuche gehen. Das würde zu starker Konkurrenz sowohl unter den zu bestäubenden Pflanzenarten als auch unter den Bestäubern, ferner zu Engpässen im Energiestoffwechsel und in der Reproduktion führen. Durch die verteilten Blühzeiten wird einerseits die Futtersuche für alle bestäubenden Tiere möglich, anderseits die Bestäubung der Blütenpflanzen gesichert.
Allgemein gilt, dass abends und nachts weniger Blüten blühen als tagsüber. Gerade die Spät- und Frühblüher erschließen sich neue Bestäuber. So kann die Entwicklung der Nachtblüher und Nachtschmetterlinge als Koevolution gesehen werden.
Beispielpflanzen
Folgende Beispiele aus mitteleuropäischen Breitengraden in Bezug auf die MEZ:
- Wiesenbocksbart 3 bis 12 Uhr
- Kürbis 4 bis 15 Uhr
- Klatsch-Mohn 5 bis 18 Uhr
- Wegwarte 5 bis 14 Uhr (bei kälteren Temperaturen länger)
- Distel 6 bis 14 Uhr (je nach Art, z. B. Kohl-Gänsedistel 11–14 Uhr)
- Graslilie 6 Uhr
- Zaunwinde 6 bis 16 Uhr
- Huflattich 7 bis 16 Uhr
- Seerose 7 bis 17 Uhr
- Ringelblume 7 bis 14 Uhr (schließt vorzeitig bei Regen)
- Wiesen-Pippau 7 Uhr
- Frauenmantel 7 Uhr
- Gauchheil 8 bis 16 Uhr
- Sumpfdotterblume 8 bis 21 Uhr
- Herbstlöwenzahn 8 Uhr
- Margerite 9 Uhr
- Enzian 9 Uhr
- Leinkraut 9 Uhr
- Waldsauerklee 10 bis 16 Uhr
- Stockrose 10 Uhr
- Kohl-Gänsedistel 11 bis 14 Uhr
- Mittagsblume 11 bis 17 Uhr
- Wunderblume 16 Uhr
- Acker-Lichtnelke 19 bis 22 Uhr
- Geißblatt 19 bis 23 Uhr
- Königin der Nacht 19 bis 24 Uhr
- Nachtkerze 20 bis 6 Uhr

## Linnés Blumenuhr
Der schwedische Naturwissenschaftler Carl von Linné war nicht nur Verfasser zahlreicher theoretischer Schriften, sondern legte eine von ihm entwickelte Blumenuhr im Botanischen Garten von Uppsala an. Dabei handelte es sich um ein Blumenbeet in Form eines Zifferblatts mit reihum 12 Unterteilungen, die mit den zur jeweiligen Stunde blühenden krautigen Pflanzen bepflanzt waren. Denn bei der Beobachtung der Natur in seiner nächsten Umgebung hatte er die für seine Zeit überraschende Feststellung gemacht, dass bestimmte Pflanzenarten nur zu bestimmten Tageszeiten blühten. Darauf aufbauend intensivierte Linné seine Forschung und stellte fest, dass diese pflanzlichen Aktivitäten während der gesamten Wachstumsperiode immer zur gleichen Tages- oder Nachtzeit stattfanden. So ergab sich für ihn die Idee einer gepflanzten Uhr. Indem er im Acht-Uhr-Feld die krautigen Pflanzen anpflanzte, die entweder um 8:00 Uhr oder um 20:00 Uhr ihre Blüte öffnen, und in den anderen Feldern die jeweils entsprechenden Pflanzenarten, hatte er eine exakte natürliche Uhr geschaffen. Es soll ihm bei der Frage nach der Uhrzeit ein Blick aus dem Fenster seines Arbeitszimmers auf seine Blumenuhr genügt haben, um die Uhr bis auf 5 Minuten genau abzulesen.

## Vertonung
Der französische Komponist Jean Françaix komponierte 1959 eine Suite für Oboe und Kammerorchester mit dem Titel L’horloge de Flore (Floras Uhr). Jeder Satz darin ist nach einer Blütenpflanze benannt, wie sie sich durch einen Tag hindurch öffnen und wieder schließen.